# 切波區
9°10′12″N 79°6′0″W / 9.17000°N 79.10000°W
切波區（西班牙語：Distrito de Chepo），是巴拿馬的一個行政區，位於該國中東部，由巴拿馬省負責管轄，始建於1855年，面積4,937平方公里，2010年人口46,139，人口密度每平方公里9.35人。